# Mario Trebbi
Mario Trebbi  est un footballeur italien né le 9 septembre 1939 à Sesto San Giovanni et mort le 14 août 2018 à Paderno Dugnano. Il évoluait au poste de défenseur.

## Biographie

### En club
Mario Trebbi commence sa carrière à l'AC Milan en 1959 et découvre la première division italienne lors de la saison 1959-1960,.
Avec le Milan AC, il est sacré Champion d'Italie en 1961-62.
Il remporte la Coupe des clubs champions en 1962-1963 : lors de la campagne 1962-1963, Mario Trebbi dispute sept matchs dont la finale contre le Benfica Lisbonne remportée 2-1.
En 1966, il est transféré au Torino FC, club qu'il représente durant trois saisons,.
Il rejoint ensuite l'AC Monza en 1969,.
Mario Trebbi raccroche les crampons après une dernière saison 1973-1974 avec le Civitanovese Calcio (en),.
Le bilan de sa carrière en club s'élève à 157 matchs en Serie A (un but), 11 matchs en Coupe d'Europe des clubs champions, huit en Coupe des villes de foires, un en Coupe des coupes, et enfin trois rencontres en Coupe intercontinentale.

### En équipe nationale
Il dispute avec la sélection olympique italienne les Jeux olympiques 1960.
Lors du tournoi olympique organisé à Rome, il joue cinq matchs. L'Italie se classe quatrième du tournoi, en étant battue par la Hongrie lors de la "petite finale".
International italien, il reçoit deux sélections en équipe d'Italie pour aucun but marqué en 1961 et 1963,.
Il joue son premier match en équipe nationale le 25 avril 1961 contre l'Irlande du Nord (victoire 3-2).
Son deuxième et dernier match en équipe nationale a lieu le 14 décembre 1963 contre l'Autriche (victoire 1-0).

### Entraîneur
Il entraîne de nombreux clubs italiens après sa carrière de joueur.

## Palmarès
AC Milan
- Championnat d'Italie (1) :
  - Champion : 1961-62.

- Coupe des clubs champions :
  - Finaliste : 1962-63.